# Rausu (Hokkaidō)
Rausu (羅臼町 Rausu-chō?) es un pueblo localizado en la subprefectura de Nemuro, Hokkaidō, Japón. En junio de 2019 tenía una población estimada de 4.979 habitantes y una densidad de población de 12,5 personas por km². Su área total es de 397,72 km².

## Geografía

### Localidades circundantes
- Subprefectura de Nemuro
  - Shibetsu
- Subprefectura de Okhotsk
  - Shari

## Demografía
Según los datos del censo japonés, esta es la población de Rausu en los últimos años.
| 1995  | 2000  | 2005  | 2010  | 2015  |
| ----- | ----- | ----- | ----- | ----- |
| 7.471 | 6.956 | 6.540 | 5.885 | 5.415 |